# Olšinky
Olšinky (německy Wolfschlinge, dříve také Vlkopesy) jsou malá část Ústí nad Labem spadající pod obvod Ústí nad Labem-Střekov a katastrálně pod sousední Svádov. Hlavní část se nachází v údolí Kojetického potoka ve stejnojmenné ulici Olšinky, další pak kolem hlavní silnice v ulicích Děčínská a Vítězná, dále ulice Podlesí, Farská louka a K Loděnici.

## Historie
Ves byla založena kolem roku 1591 jako osada nedalekého svádovského panství tehdy drženého rodem Salhauzenů. Roku 1598 je na pravé straně údolí uváděn mlýn. Ten roku 1718 vyhořel a obnoven byl v roce 1785. Po něm zbyl vodopád na potoce v horní části Olšinek. Ves měla i dolní mlýn, ten však byl zbourán při výstavbě železnice roku 1871. K Ústí nad Labem byly Olšinky jakožto součást Svádova připojeny roku 1980.

## Obyvatelstvo
Při sčítání lidu v roce 1921 zde žilo 737 obyvatel (z toho 371 mužů), z nichž bylo 111 Čechoslováků, 606 Němců, jeden příslušník jiné národnosti a devatenáct cizinců. Kromě 31 evangelíků, čtyř členů nezjišťovaných církví a padesáti lidí bez vyznání se hlásili k římskokatolické církvi. Podle sčítání lidu z roku 1930 měla vesnice 690 obyvatel: 118 Čechoslováků, 554 Němců, jednoho příslušníka jiné národnosti a sedmnáct cizinců. Převažovala římskokatolická většina, ale ve vsi žilo také 43 evangelíků, deset členů církve československé, čtyři příslušníci nezjišťovaných církví a 97 lidí bez vyznání.
| Rok            | 1869 | 1880 | 1890 | 1900 | 1910 | 1921 | 1930 | 1950 | 1961 | 1970 | 1980 | 1991 | 2001 | 2011 |
| -------------- | ---- | ---- | ---- | ---- | ---- | ---- | ---- | ---- | ---- | ---- | ---- | ---- | ---- | ---- |
| Počet obyvatel | 49   | 68   | 122  | 394  | 737  | 737  | 690  | 407  | 396  | 365  | 303  | 255  | 243  | 270  |
| Počet domů     | 9    | 12   | 15   | 37   | 54   | 59   | 68   | 76   | -    | 72   | 65   | 66   | 65   | 71   |

## Průmysl
- Rexwood Dřevo Olšinky – zpracování a prodej palivového dřeva.[7]
- Loděnice – na rozhraní Olšinek a Střekova, zaniklé. Výroba zde byla zahájena roku 1881. Následně roku 1889 objekty odkoupila a přemístila se sem společnost Aussiger Schiffswerft (Ústecké loděnice).[8] V meziválečném období v nich byl vyroben dodnes fungující kolesový parník Vyšehrad, poslední loď byla vyrobena roku 2009 a jednalo se o 110 metrů dlouhý plynový tanker. Společnost České Loděnice objekty prodala po povodních roku 2013, od té doby chátrají.[9]

## Doprava
Ve spodní části poblíž Labe vede hlavní silnice II/261 z Liběchova a Litoměřic přes Ústí nad Labem do Děčína. V místě Olšinek je označena ulicemi Děčínská a od železničního přejezdu Vítězná. Touto ulicí zde vede taktéž úsek Labské cyklostezky.
Od 19. století tudy prochází železniční trať 073 začínající ve stanici Ústí nad Labe-Střekov a končící na nádraží Děčín-východ. Olšinky svou vlastní zastávku nemají, nejbližší je v sousedním Svádově. Do areálu bývalých loděnic vede železniční vlečka.
Městskou hromadnou dopravu zajišťuje Dopravní podnik města Ústí nad Labem autobusem číslo 13 začínajícím v centru města. V roce 2018 zde jezdily také autobusy čísel 450, 451 a 452 Dopravy Ústeckého kraje.

## Přírodní poměry
Olšinky se nachází přímo v údolí Labe a na něj navazujícím údolí Kojetického potoka, který vesnicí prochází. Na tomto potoce se nachází 7 metrů vysoký vodopád na čedičové skále. Se svým průtokem až 40 m/s je nejvodnatějším vodopádem na území Ústí nad Labem. Vzhledem ke svému umístění mezi prudkým svahem a soukromým pozemkem však není prakticky přístupný. Dalším potokem je Novoveský potok ústící do Labe v oblasti loděnic.